# موتور غلامحسین کوهستانی
موتور غلامحسین کوهستانی یک منطقهٔ مسکونی در ایران است که در دهستان جازموریان واقع شده‌است. موتور غلامحسین کوهستانی ۱۰۴ نفر جمعیت دارد.